# CNN
CNN (eller Cable News Network) er en tv-station og en 24 timers tv-kanal udelukkende med nyheder. Kanalen blev stiftet af Ted Turnerog er i dag en del af medie koncernen WarnerMedia.
CNN blev lanceret d. 1. juni 1980 og har siden udvidet, så der i dag er 6 forskellige CNN-kanaler. Bl.a. den originale amerikanske kanal, en international version og en lufthavnsversion. Derudover er 2 kanaler lukket igen i løbet af de seneste år (CNNfn og CNNSI).
De første 10 år af kanalens levetid foregik i forholdsvis stilhed. Det var først under Golfkrigen 1991, at man for alvor hørte noget til CNN, fordi de som de eneste havde en korrespondent i Irak.
I dag når CNN ud til 1,5 mia. mennesker over hele kloden, og kanalens koncept er blevet kopieret af en lang række kanaler. Bl.a. Sky News, Fox News, BBC World, al-Jazeera og danske TV 2 NEWS .

## Bombeattentat
Klokken lidt over 16:00 dansk tid den 24. oktober 2018 rømmede CNN sit kontor i ejendommen. Evakueringen skete som følge af en pakke med det, der formodes, er en rørbombe blev fundet adresseret til den tidligere CIA-direktør, John Brennan. Brennan er ikke ansat hos TV-stationen, men optræder jævnligt som kommentator på CNN's nyhedskanal. Flere andre bomber er også blevet sendt til tidligere præsident Barack Obama, tidligere præsidentkandidat og førstedame Hillary Clinton, Clintons mand og tidligere præsident Bill Clinton og andre kritikere af Præsident Donald Trumps regering. Trumps vicepræsident Mike Pence skriver på twitter: "Vi fordømmer det forsøgte angreb på tidl. præs. Obama, Clintonfamilien, CNN og andre. Disse kujonhandlinger er modbydelige og hører ikke hjemme i dette land. [...] De ansvarlige vil blive straffet". Præsident Trump har siden delt tweetet med ordene: "Jeg er helhjertet enig".

## CNN's TV-kanaler
- CNN (Hovedkanalen. Sender til USA & Canada)
- CNN Airport Network (Viser nyheder til de amerikanske lufthavne)
- CNN En Español (Spansk version)
- CNN Headline News ("Lillesøster" til CNN. sender til USA & Canada
- CNN IBN (Kanal lavet i Samarbejde med Global Broadcast News. Sender til Indien)
- CNN International (Kanal med nyheder fra hele verden. Sender til hele verden)
- CNNj (Kanal lavet i samarbejde med Japan Cable Television. Sender til Japan)
- CNN Türk (Kanal lavet i samarbejde med Dogan Medya Grubu. Sender til Tyrkiet)
- CNN+ (Kanal lavet i samarbejde med Sogecable. Sender til Spanien)